# Речила
Речила (Rechila; Rechila I; Requila; * 400, † август 448) е от 441 до 448 крал на свебите в царството Галиция, в северозападната част на Иберийски полуостров.

## Произход
Син е на крал Ерменрих, с когото от 438 г. си дели трона. Брат е на Хунимунд (* 395; † 469), княз на Дунав-Свебите.

## Фамилия
Жени се за дъщеря на Валия, крал на вестготите. Баща е на:
- Рицимер (* 405; † 18 август 472), който e magister militum (командващ армията) на Западната Римска империя
- Рехиар († декември 456).

Неговият наследник на галицийския трон от 448 до 456 е синът му Рехиар.